# Барбараш, Ольга Леонидовна
О́льга Леони́довна Барбара́ш (род. 18 июля 1961, Кемерово, РСФСР, СССР) — российский кардиолог, доктор медицинских наук, профессор. Директор Федерального государственного бюджетного научного учреждения «Научно-исследовательский институт комплексных проблем сердечно-сосудистых заболеваний». Кемеровская областная общественная организация «Кузбасское научное общество кардиологов». Академик РАН (2022), Заслуженный деятель науки Российской Федерации (2022).

## Биография
Является представителем династии врачей-кардиологов, учёных и педагогов высшей школы. Отец — академик РАН Л. С. Барбараш, основатель кузбасской кардиохирургии, мать — Нина Алексеевна Барбараш, профессор, физиолог, дочь Ирина — кардиолог.
В 1984 году окончила лечебный факультет Кемеровского государственного медицинского института. Обучение в вузе совпало с первыми шагами в науке, посвящёнными проблемам патологической физиологии сердечно-сосудистой системы, — докладами на научных конференциях и исследовательскими работами в студенческих сборниках. Обучение в клинической ординатуре на базе Всесоюзного кардиологического научного центра под руководством академика Е. И. Чазова во многом было связано с освоением науки и практики острого инфаркта миокарда, хронических форм ишемической болезни сердца. Эта тема стала основой последующих научных исследований.
В 1989 году после обучения в аспирантуре во 2-м МОЛГМИ им. Н. И. Пирогова защитила кандидатскую, а в 1996 г. — докторскую диссертацию, посвящённую механизмам повреждения миокарда при остром инфаркте миокарда, стрессе.
Все эти годы её наставником была доктор медицинских наук, профессор И. И. Чукаева. По возвращении из Москвы работала ассистентом. В 1997 году возглавила одну из старейших кафедр Кемеровской государственной медицинской академии — кафедру факультетской терапии, а в 2007 году — кафедру кардиологии и сердечно-сосудистой хирургии ГБОУ ВПО Кемеровской государственной медицинской академии . С 2008 года — заведующая отделом мультифокального атеросклероза УРАМН НИИ КПССЗ СО РАМН.
За время преподавательской работы стала не только прекрасным лектором, но и мастером научных дискуссий, способным задавать и решать нелёгкие научные задачи вместе со своими учениками. С её именем вязаны организация и становление отдела мультифокального атеросклероза в составе Федерального государственного бюджетного научного учреждения «Научно-исследовательский институт комплексных проблем сердечно-сосудистых заболеваний», сформированного в 2009 г. С декабря 2011 года является директором НИИ КПССЗ. Многие из её учеников Ольги Леонидовны влились в коллектив нового института и продолжили под её руководством научные и диссертационные исследования.
Фокус научных интересов О. Л. Барбараш и руководимого ею коллектива сосредоточен на изучении клинических особенностей и участия различных факторов в механизме формирования мультифокального поражения при атеросклерозе, разработке эффективной программы вторичной его профилактики. Результаты исследований регулярно докладываются на научных форумах и конгрессах в России и за рубежом.
Барбабараш О.Л. является:
- членом Европейского общества кардиологов (European Society of Cardiology)
- экспертом и членом правления Российского кардиологического общества
- членом правления секций по острому коронарному синдрому, вегетативной дисфункции, кардиореабилитации, атеротромбозу
- председателем Кузбасского отделения РКО и секции «Кардиосоматика»

## Научная деятельность
Руководит Кузбасским отделением РКО и секцией кардиосоматики.
Участвовала в подготовке:
- Национальных клинических рекомендаций РКО по ведению больных с острым коронарным синдромом с подъёмом сегмента ST (2007 г.),
- стандартов Минздрава России по артериальной гипертензии (2008 г.),
- антитромбоцитарной терапии (2009 г.), по ведению пациентов с сосудистой артериальной патологией (2010 г.),
- по реабилитации и вторичной профилактике у больных, перенёсших острый инфаркт миокарда с подъёмом сегмента ST (2014 г.).

Результаты научной деятельности О. Л. Барбараш представлены в 662 научных работах, в том числе 19 монографиях и книгах, а также 15 охраняемых объектах интеллектуальной собственности. Общее количество печатных трудов в российских журналах из перечня ВАК составляет 506 научных работ, в зарубежных журналах — 35, в российских переводных журналах — 13. Число цитирований публикаций О. Л. Барбараш в РИНЦ составляет 3014 (индекс Хирши — 13), в Scopus — 2534 (индекс Хирши — 7), в Web of Science — 776 (индекс Хирши − 6).
Фундаментальные научные исследования О. Л. Барбараш посвящены изучению клинических особенностей и вкладу различных факторов в механизм формирования мультифокального поражения при атеросклерозе; разработке эффективной программы его вторичной профилактики. Приоритетными задачами в рамках данных направлений являются изучение патогенетических особенностей развития и прогноза острых и хронических форм ишемии различных сосудистых бассейнов при мультифокальном атеросклерозе, совершенствование алгоритма диагностики, оценка эффективности и безопасности различных подходов к лечению пациентов данной патологии, в том числе формирование, анализ эффективности алгоритмов хирургической и медикаментозной тактик лечения, совершенствование эндоваскулярных подходов к реваскуляризации различных сосудистых бассейнов у пациентов с острыми и хроническими проявлениями атеросклероза при мультифокальном поражении, оптимизация подходов к стационарной и постгоспитальной их реабилитации, разработка стратегии и тактики анестезиологического обеспечения и интенсивной терапии.
Под руководством О. Л. Барбараш защищено и утверждено ВАК 10 докторских и 64 кандидатских диссертаций.
В 2022 году избрана академиком РАН.
По инициативе О. Л. Барбараш с 1999 г. на базе кафедр медицинской академии и клиник г. Кемерова организованы центры международных клинических исследований по оценке эффективности и безопасности новых лекарственных средств, проведено более 150 исследований от I до IV фазы. Участвовала в подготовке и публикации Национальных Российских рекомендаций по ведению пациентов с острым коронарным синдромом и подъёмом сегмента ST (2007), стандартов по артериальной гипертензии (2008), антитромбоцитарной терапии (2009), по ведению пациентов с сосудистой артериальной патологией (2010), по реабилитации и вторичная профилактика у больных, перенёсших острый инфаркт миокарда с подъёмом сегмента ST (2014).
В настоящее время плоды научной деятельности О. Л. Барбараш представлены более чем в 800 научных работах, в том числе в 19 монографиях. Автор 15 охраняемых объектов интеллектуальной собственности.

## Награды и звания
- Заслуженный деятель науки Российской Федерации (14 ноября 2022 года) — за вклад в развитие науки и многолетнюю добросовестную работу[4]
- Медаль «За особый вклад в развитие Кузбасса» III степени (2009)
- Медаль Николая Масалова (2023)[5]
- Медаль «За веру и добро» (2011)
- Медаль «За достойное воспитание детей» (2008)

## Деятельность в медицинских журналах
Член редколлегий изданий:
- «Кардиоангиология и ревматология»
- «Атеросклероз»
- «Креативная кардиология».

Член редакционного совета и заместителем главного редактора журнала «Комплексные проблемы сердечно-сосудистых заболеваний»,
а также членом редакционных советов журналов:
- «Сибирское медицинское обозрение»
- «Проблемы женского здоровья»
- «Медицина в Кузбассе»
- «Сибирский медицинский журнал» (г. Томск)
- «Кардиологический вестник»
- «Неотложная кардиология», «РМЖ».